# Operation Hurricane (1944)
Die Operation Hurricane war eine Serie strategischer Bombenangriffe des RAF Bomber Command und der 8th Air Force am 14. und 15. Oktober 1944 auf das Hauptziel Duisburg sowie weitere Städte wie Köln und Braunschweig mit dem Ziel, dem deutschen Feind „die überwältigende Überlegenheit der alliierten Luftflotten“ vorzuführen. Die beiden Angriffe auf Duisburg gelten (nach dem Bombengewicht) als die schwersten des Krieges gegen eine deutsche Stadt innerhalb eines Tages.

## Hintergrund
Die Pläne zu einer solchen Operation entstanden im September 1944 im britischen Luftstab unter Charles Portal, nachdem die zuvor geplante Operation Thunderclap gegen Berlin abgesagt worden war. Der Chef der United States Army Air Forces, Henry H. Arnold, hatte dagegen eine eintägige Operation der alliierten strategischen und taktischen Luftflotten in Erwägung gezogen, die sich gegen militärische Ziele in bis dahin verschont gebliebenen Städten im Reichsgebiet richten sollte. Dieser Plan wurde dann erst einige Monate später in der Operation Clarion umgesetzt. Ursprünglich sollten an der Operation gegen das Ruhrgebiet mit dem Hauptziel Duisburg sowohl das britische Bomber Command als auch die 8th und 15th Air Force teilnehmen. Wegen schlechten Wetters und da die 15th Air Force ohnehin am Rande ihrer Einsatzreichweite operieren müsste, sagten die Amerikaner ihre Beteiligung im letzten Moment ab. Die 8th Air Force führte jedoch letztlich begleitende Angriffe im Großraum Köln durch.

## Anweisung vom 13. Oktober 1944
Am 13. Oktober erhielt das RAF Bomber Command die Anweisung zur Durchführung der „Operation Hurricane“. Zweck dieser Operation war die Demonstration der Zerstörungskraft der alliierten Bomberstreitkräfte und die Demonstration ihrer Luftüberlegenheit. Die Anweisung enthielt folgende Passage:

“In order to demonstrate to the enemy in Germany generally the overwhelming superiority of the Allied Air Forces in this theatre [...] the intention is to apply within the shortest practical period the maximum effort of the Royal Air Force Bomber Command and the 8th United States Bomber Command against objectives in the densely populated Ruhr.”

„Um dem Feind in Deutschland allgemein die überwältigende Überlegenheit der Alliierten Luftstreitkräfte auf diesem Kriegsschauplatz zu demonstrieren [...] ist beabsichtigt, in kürzest möglicher Zeit eine maximale Anstrengung sowohl des Royal Air Force Bomber Command als auch des 8. United States Bomber Command gegen Ziele im dicht bevölkerten Ruhrgebiet zu unternehmen.“

## Ziele
Die Städte Duisburg, Köln, Braunschweig, Hamburg und Düsseldorf wurden getroffen. Duisburg war dabei für die RAF das Hauptziel und wurde sowohl am Tag des 14. Oktober als auch in der folgenden Nacht angegriffen. Wegen des konzentrierten Angriffs erlitt die Stadt schwere Verluste unter der Zivilbevölkerung, (über 2.500 Opfer) und es wurden enorme Sachschäden verursacht.
Die RAF setzte u. a. Großbomben des Typs Tallboy gegen die Sorpe-Talsperre ein, welche dabei zwar getroffen, aber nicht zerstört wurde.
Braunschweig, das in der Nacht vom 14. auf dem 15. Oktober von 240 Maschinen der RAF angegriffen wurde, erlitt die schwersten Zerstörungen während des ganzen Krieges. Die Angriffe der 8th Air Force galten in erster Linie Verkehrsanlagen im Raum Köln, wo schwere Zerstörungen das Ergebnis waren.
Während der 24 Stunden der Operation Hurricane warf die RAF ca. 10.000 Tonnen Bomben ab, die höchste innerhalb eines Tages abgeworfene Bombenlast des gesamten Zweiten Weltkrieges.